# María José Necochea
María José Necochea Casarejos (Santiago, 29 de noviembre de 1977) es una actriz y productora de teatro chilena.

## Biografía
Nació el 29 de noviembre de 1977 en Santiago. Hija de Carlos Necochea Navarrete; periodista y uno de los fundadores del sello discográfico Alerce y de Ximena Casarejos Espinoza; Directora ejecutiva y Vicepresidenta de Fundación Teletón, cargo que ocupó desde los inicios de Teletón en 1978 hasta la actualidad. Sus padres están divorciados. 
Cursó sus estudios de actuación en la Escuela de Teatro de la Pontificia Universidad Católica de Chile (PUC). Fue alumna de Ramón Griffero,Willie Semler, Gabriel Prieto , Ramón Nuñez, Rodrigo Perez , Adel Hakim entre otros.
Es Diplomada en Comunicación Estratégica de la PUC de Chile .

## Vida personal
Contrajo matrimonio con Patricio López Vicuña, productor de telenovelas. Ambos son padres de  Dominga López Necochea, nacida en 2007. El matrimonio se anuló en 2023.

## Filmografía
- "Coronación" Silvio Caiozzi
- 2021 - Un Loco Matrimonio en Cuarentena

## Televisión
| Año       | Título                  | Papel               | Notas        | Canal       |
| --------- | ----------------------- | ------------------- | ------------ | ----------- |
| 2001      | Pampa Ilusión           | Esperanza Mardones  |              | TVN         |
| 2002      | El circo de las Montini | Dayana Marín        |              | TVN         |
| 2003      | Puertas Adentro         | Any Moraga          |              | TVN         |
| 2004      | Los Pincheira           | Irma Solís          |              | TVN         |
| 2005      | Los Capo                | Mariangela Quadri   |              | TVN         |
| 2006      | Cómplices               | Catalina Mardones   |              | TVN         |
| 2008      | Viuda Alegre            | Susana Pizarro      |              | TVN         |
| 2009      | Sin Anestesia           | Trinidad Rivas      | ¿? episodios | Chilevisión |
| 2014      | Valió la pena           | Francesca Brunetti  | 4 episodios  | Canal 13    |
| 2016      | Sres. Papis             | María José Montalva | 2 episodios  | Mega        |
| 2017      | Tranquilo Papá          | Marisol Cruz        | 36 episodios | Mega        |
| 2018–2020 | Verdades Ocultas        | Angélica Barraza    |              | Mega        |
| 2020      | Demente                 | Pilar Garretón      | 34 episodios | Mega        |
| 2021      | Pobre Novio             | Mónica Olavarría    |              | Mega        |

| Año  | Título              | Papel         | Canal |
| ---- | ------------------- | ------------- | ----- |
| 2003 | Cuentos de mujeres  |               | TVN   |
| 2006 | Justicia para todos | Paola         | TVN   |
| 2007 | Hotel para dos      | Daniela Plaza | TVN   |

TEATRO
SOCIA DE "NECOCHEA Y BASTIDAS ACTORES "LTDA  DESDE EL 2023
"PROVINCIA CAPITAL" (2004) DIRECCION RODRIGO PEREZ
ACTRIZ
"ACASSUSSO" (2009) DIRECCION FRANCISCO ALBORNOZ
ACTRIZ
"EL CURIOSO INCIDENTE DEL PERRO A MEDIA NOCHE "(2016), TEATRO UC , DIRECCION ARANZAZÚ YANCOVIC
ACTRIZ
"Hijos de su madre "(2018)CIA TEATRO APARTE 
PRODUCTORA
De Uno a Diez ¿Cuánto me quieres ? 2019-2023 CIA TEATRO APARTE
ACTRIZ Y PRODUCTORA
No me deje hablando solo (2023 -2024)DIRECCION y DRAMATURGIA RODRIGO BASTIDAS
ACTRIZ Y PRODUCTORA 
OBRA MAS VISTA 2023
Reunión de Apoderados (2024-2025) DIRECCION y DRAMATURGIA RODRIGO BASTIDAS
ACTRIZ Y PRODUCTORA 
SEGUNDA OBRA MAS VISTA 2024